# Kalirejo (Singorojo)
Kalirejo is een bestuurslaag in het regentschap Kendal van de provincie Midden-Java, Indonesië. Kalirejo telt 2188 inwoners (volkstelling 2010).